# Соболев, Анатолий Николаевич (музыкант)

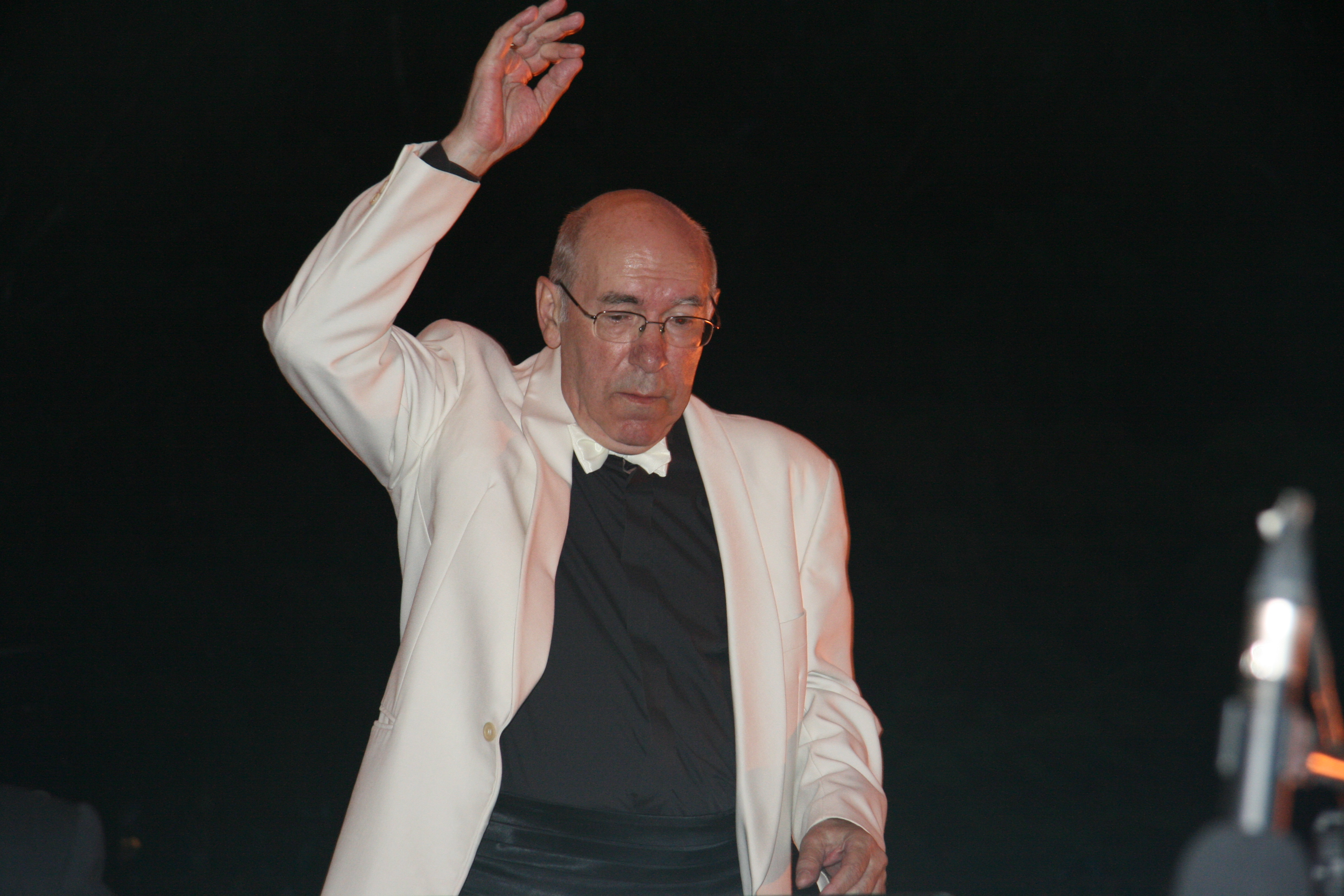
Соболев Анатолий Николаевич. Фотограф Виктория Гаман. Сасово, фестиваль Аверкина, 2009 г

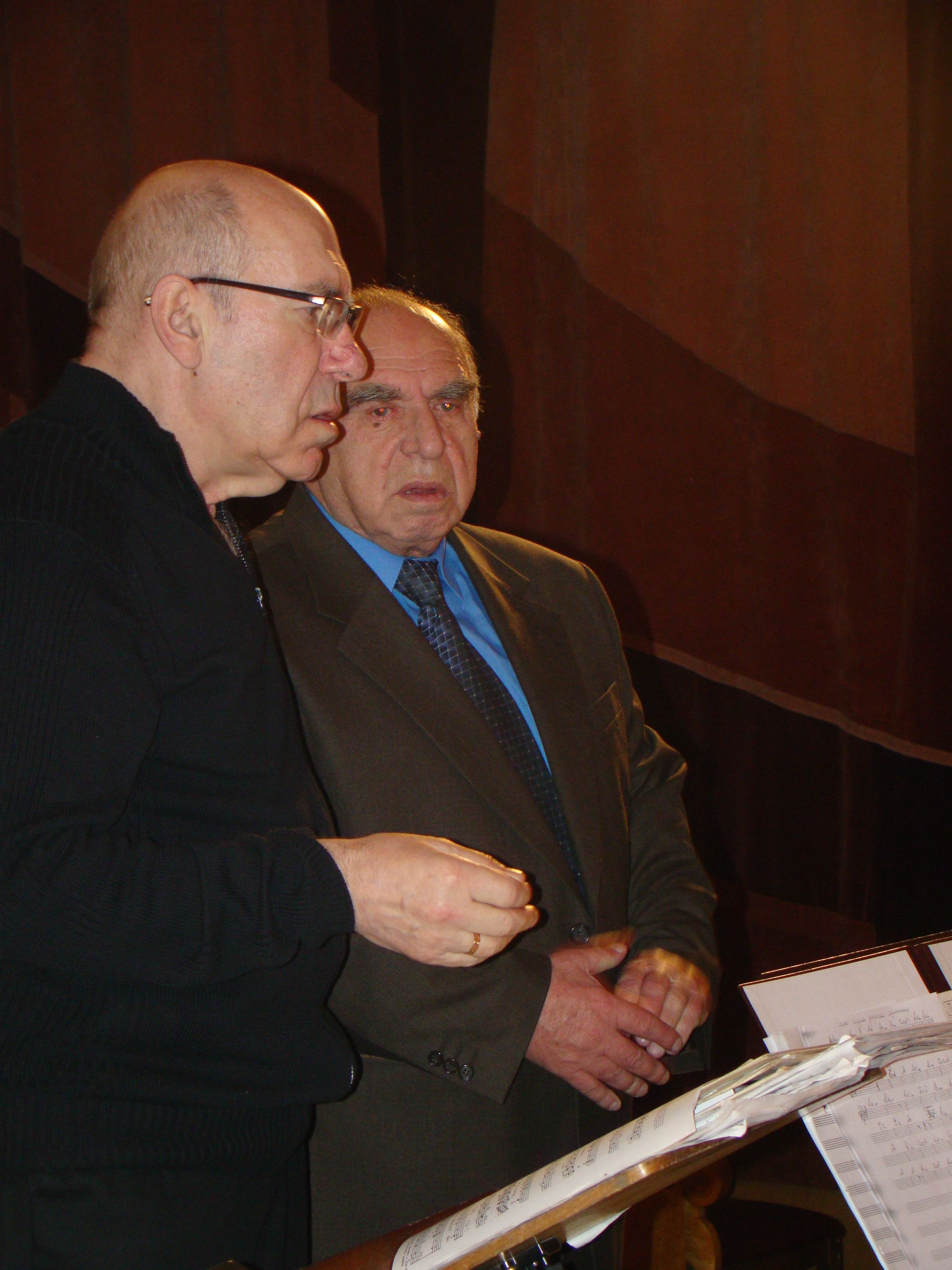
Анатолий Соболев и Виктор Темнов. Репетиция перед концертом. Фото Виктории Гаман. 2009г

Анато́лий Никола́евич Со́болев (1939—2012) — музыкант-виртуоз, аранжировщик, композитор, дирижёр. Народный артист Российской Федерации (1994).

## Биография
Анатолий Соболев родился в Москве 21 марта 1939 года, в 13 лет начал заниматься музыкой.
Творческий путь начал с 1954 года (в 15 лет) в Государственном оркестре народных инструментов им. Н. П. Осипова — домристом.
В 1959 окончил Музыкальное училище имени Октябрьской революции (ныне переименовано в Московский государственный институт музыки имени А. Г. Шнитке).
Служил в Таманской дивизии, во время службы создал ансамбль из жён офицеров, сам аккомпанировал на аккордеоне.
С 1968 года был концертмейстером басовых домр в оркестре русских народных инструментов Всесоюзного Радио под управлением Владимира Федосеева.
В 1977 вместе с Л. Г. Зыкиной и В. Ф. Гридиным создал ансамбль «Россия», где являлся создателем-аранжировщиком основного репертуара ансамбля и его солистки — Л. Г. Зыкиной.
В 1986 году фирмой «Мелодия» в содружестве с В. Ф. Гридиным был издан сольный диск, на котором Анатолий Николаевич исполнил сольные партии различные произведения Н. П. Будашкина, П. А. Барчунова, С. В. Рахманинова, Н. А. Римского-Корсакова, Ж. Масснэ. Уникальность этой пластинки — в том, что произведения исполнены Анатолием Николаевичем в переложении для всех домр от малой до басовой домры. Этот диск и сейчас пользуется большой популярностью среди профессионалов и ценителей русской музыки в России и за рубежом. Все пьесы на диске были переложены и инструментованы для ансамбля «Россия» А. Н. Соболевым.
В 1990 году был приглашён художественным руководителем Н. Н. Калининым в Национальный академический оркестр народных инструментов России им. Н. П. Осипова в качестве дирижёра. В оркестре он восстановил многие прекрасные произведения прошлых лет. Были созданы на этой основе концертные программы Н. П. Будашкина, П. В. Куликова, А. Н. Холминова. Создавались и новые аранжировки, обогащая репертуар оркестра.
С 1997 года А. Н. Соболев вернулся в ГАРНА «Россия» дирижёром ансамбля, постоянно работая над созданием нового репертуара, делая обработки и создавая свои песни и произведения для оркестра. Примером творчества А. Н. Соболева являются песни на стихи поэтессы Карины Филипповой «Россия, вспомни о себе», романс «Опять одна», которые прочно вошли в репертуар Л. Г. Зыкиной, а также песни на стихи поэта Виктора Бокова «Снеги белы», «Машенька» и др. (в том числе «Песня о Киеве», которой аплодировали стоя во время концерта в Киеве).
С 2004 по 2009 год — главный дирижёр Государственного ансамбля «Россия», под руководством Народной артистки СССР Людмилы Зыкиной. Имеет более 2000 аранжировок, проработал в ансамбле 27 лет (с момента его основания).
В 2010—2012 годах являлся дирижёром Национального академического оркестра народных инструментов России имени И. П. Осипова.
Стаж творческой деятельности 58 лет, из них более 50 лет на сцене. Начал и окончил профессиональную деятельность в оркестре имени И. П. Осипова.

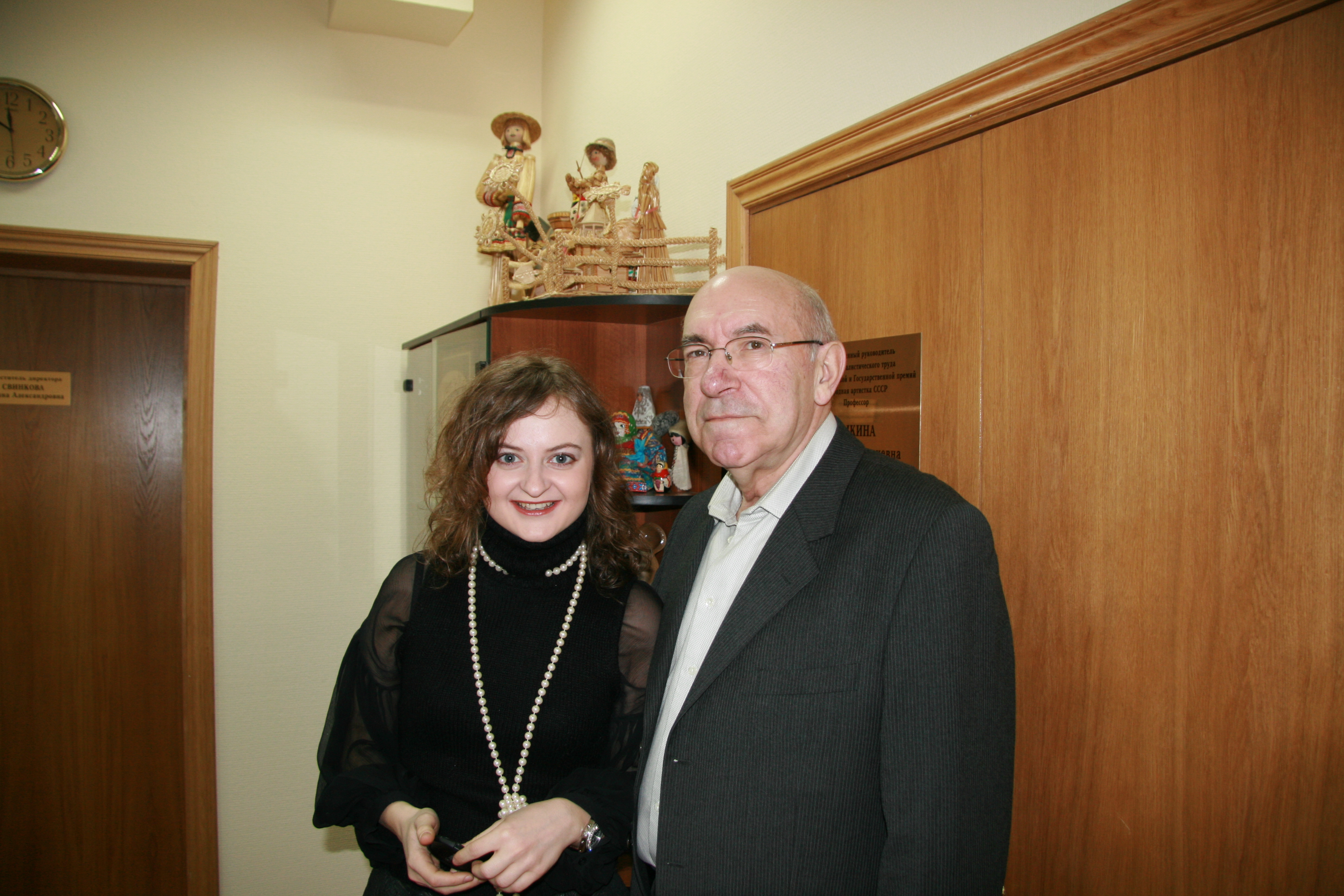
Анатолий Соболев с артисткой ансамбля Викторией Гаман на репетиционной базе ГАРНА "Россия" на Фрунзенской набережной. 2008 г

Умер 7 марта 2012 года.

## Личная жизнь

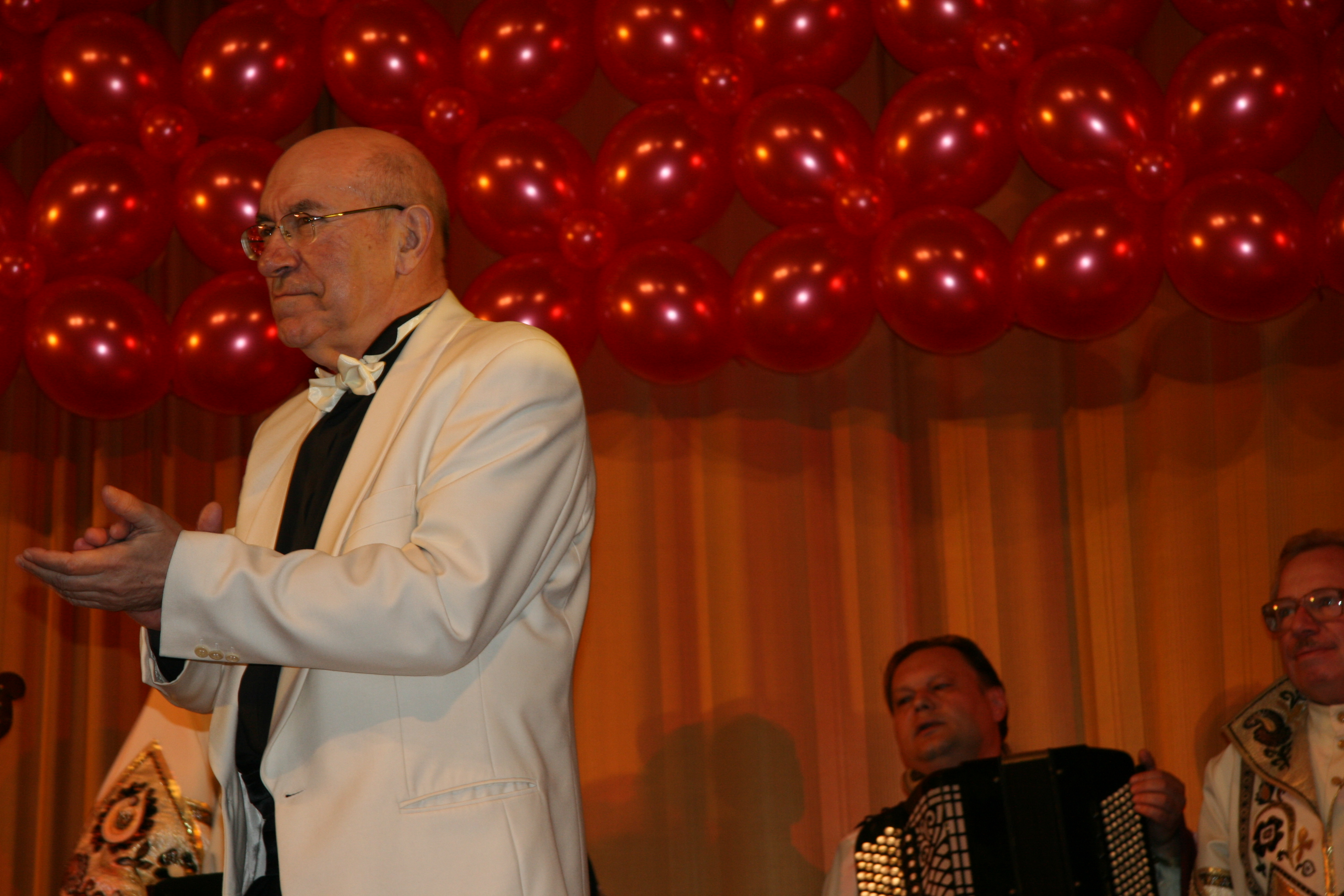
Анатолий Соболев на сцене. Концерт в г.Клин, Московская область. Фотограф Виктория Гаман. 2008 г.

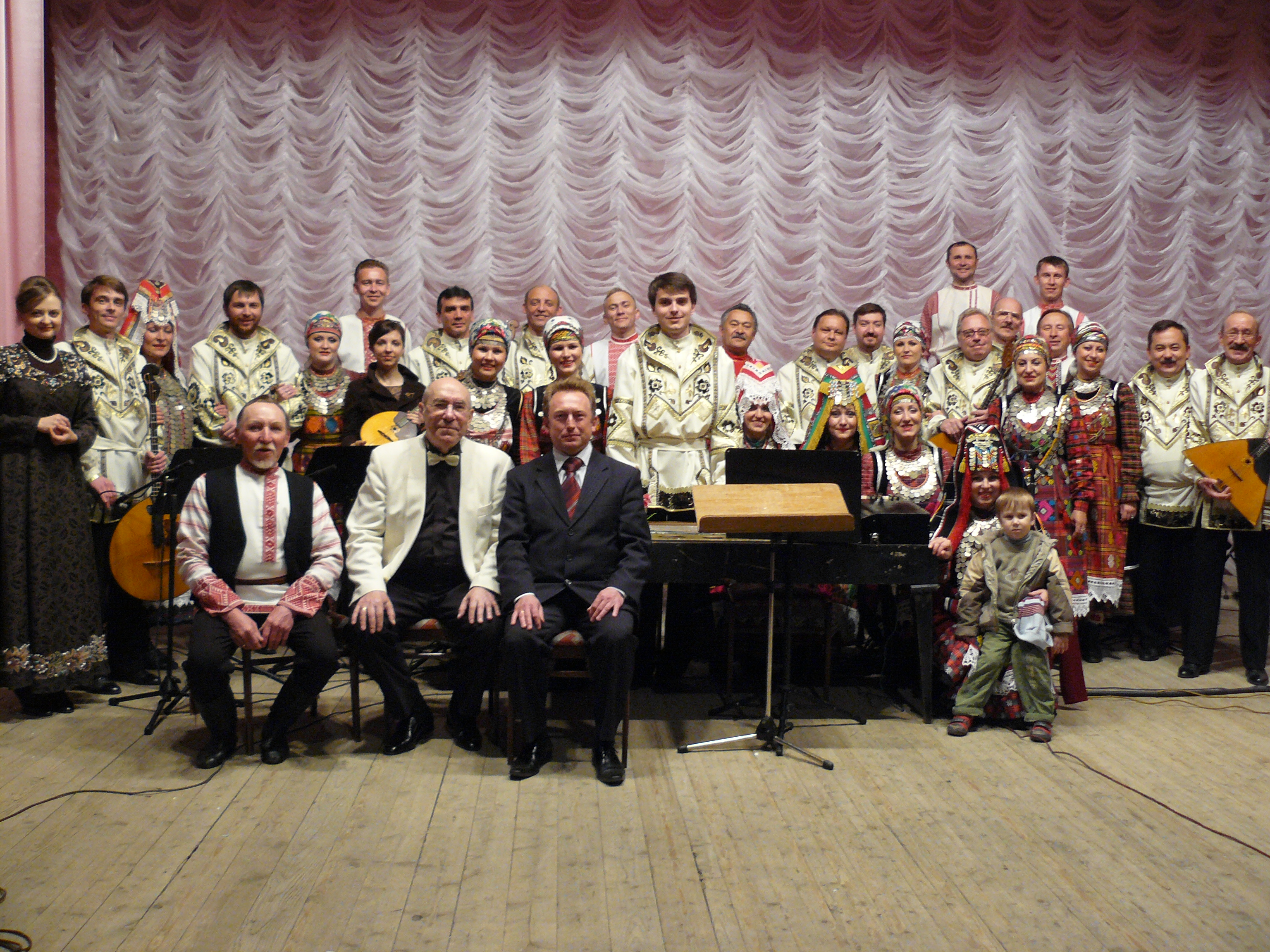
Анатолий Соболев с ГАРНА "Россия". На сцене после концерта в рамках гастролей по Удмуртии. Июнь 2008 г.

— Жена: Наталья;
— сын: Антон;
— сын: Андрей, живёт в Испании;
— внук: Андрей;
— внук: Никита, живёт в Испании.

## Награды и звания
- Заслуженный артист РСФСР (1982)[3].
- Народный артист Российской Федерации (6 мая 1994) — за большие заслуги в области музыкального искусства[1].
- Орден Дружбы (2000) — за заслуги перед государством, многолетнюю плодотворную деятельность в области культуры и искусства, большой вклад в укрепление дружбы и сотрудничества между народами[4]

## Сотрудничество
В течение своей музыкальной деятельности были произведены записи с такими исполнителями, как Ирина Архипова, Владислав Пьявко, Алла Баянова, Людмила Зыкина, Лариса Трухина, Александр Градский, Марк Алмонд и многие другие.

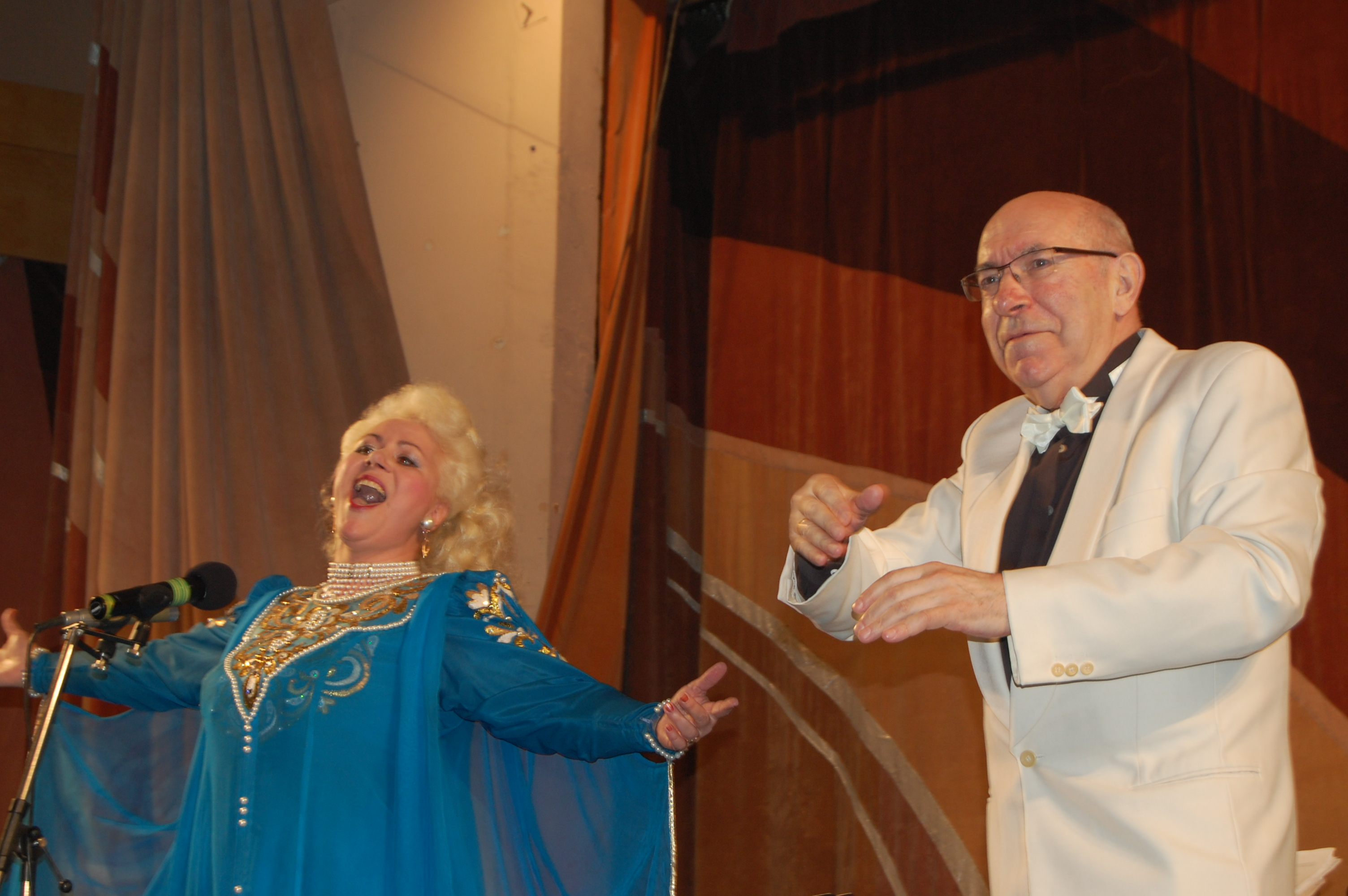
На фото с Светланой Бочковой, концерт

## Гастрольная деятельность
Гастрольная деятельность Анатолия Николаевича — это практически весь мир, все страны зарубежья, весь Советский Союз, концерты в горячих точках военных действий (в том числе — в Афганистане, где был обстрелян вертолёт ГАРНА «Россия»).

## Дирижёрские программы
Дирижёрские программы Анатолия Николаевича не только имели большой успех, но также пропагандировали русское классическое и современное музыкальное искусство:
- 2004 год:
  - «Отчалившая Русь» — к 110-летию со дня рождения Сергея Есенина и к 90-летию со дня рождения Георгия Свиридова;
  - программа русской и украинской музыки, впервые исполненная в г. Киеве, различные праздничные представления на площадках музея-заповедника Коломенское;
  - «Птица-тройка» — к юбилею композитора, народного артиста России В. И. Темнова;
- 2005 год:
  - «Хождение Богородицы по мукам» — к 10-летию восстановления Храма Христа Спасителя;
  - «Дарю Вам песенное сердце» — концертная программа памяти композитора А. П. Аверкина;
  - «Ради жизни на Земле» — к 60-летию Победы в Великой Отечественной войне;
  - программа памяти композитора Е. Н. Птичкина;
- 2006 год:
  - программа к 75-летию Москонцерта;
  - «Русские старинные вальсы»;
- 2007 год:
  - «К 85-летию со дня рождения композитора Г. Ф. Пономаренко»;
  - «105 лет со дня рождения С. Я. Лемешева»;
- 2008 год:
  - «Фатьяновские праздники» в г. Вязники;
- 2009 год:
  - с огромным успехом состоялся концерт, посвящённый 90-летию со дня рождения В. Н. Городовской.

После возвращения в 2010 году в оркестр имени Н. П. Осипова дирижёром А. Н. Соболев внёс вклад в репертуар оркестра. Оркестром в аранжировке Соболева исполняются:
- русская народная песня «Солдатушки, бравы ребятушки»;
- песня-танго «Утомлённое солнце» Ежи Петерсбурского;
- симфоническая поэма (скерцо) «Ученик чародея» Поля Дюка́;
- романс «Не уезжай ты, мой голубчик» Н. И. Пашкова;
- романс «Целую ночь соловей нам насвистывал» В. Е. Баснера на слова М. Л. Матусовского из кинофильма «Дни Турбиных»;
- пьеса «Старый замок» из цикла «Картинки с выставки» М. П. Мусоргского.

## Отзывы
«Богатое наследие, как композитора, аранжировщика свидетельствуют не только о редкой одарённости и творческой активности, но и о значительном культурном явлении в музыкальной и певческой культуре. Ваши романсы, песни, марши, прелюдии излучают немеркнущий свет изнутри, вдохновляют жизнеутверждающей силой каждого из нас, подтверждая, что красноречивый язык и глубина Вашей музыки идёт от сердца к сердцу, делая наш дух богатым, изящным и торжествующим. Цикл романсов и песен на слова Тютчева, Бунина, Бокова „Ещё земли печален вид“, „Осенняя песнь“, „Машенька“, „Снеги белы“ и многие другие любимы не только профессиональными исполнителями, но и свидетельствуют о глубоком Вашем уважении к лучшим традициям русской музыкальной культуры, которые Вы умело сочетаете с процессом обновления Ваших творческих свершений. Этим самым Вы создаёте огромной силы единое целое всеобщего признания Вашего таланта, преданности и любви к своему народу, к своему творчеству», — отзывался М. Е. Швыдкой о творчестве А. Н. Соболева.
«Я люблю завершённость формы. Я пришёл в этот оркестр молодым и, когда придёт время покинуть этот мир, уйду именно из этого оркестра»
RBK — о кончине А. Н. Соболева
Оркестр имени Н. П. Осипова по поводу кончины А. Н. Соболева (недоступная ссылка)